# Marcia McNutt

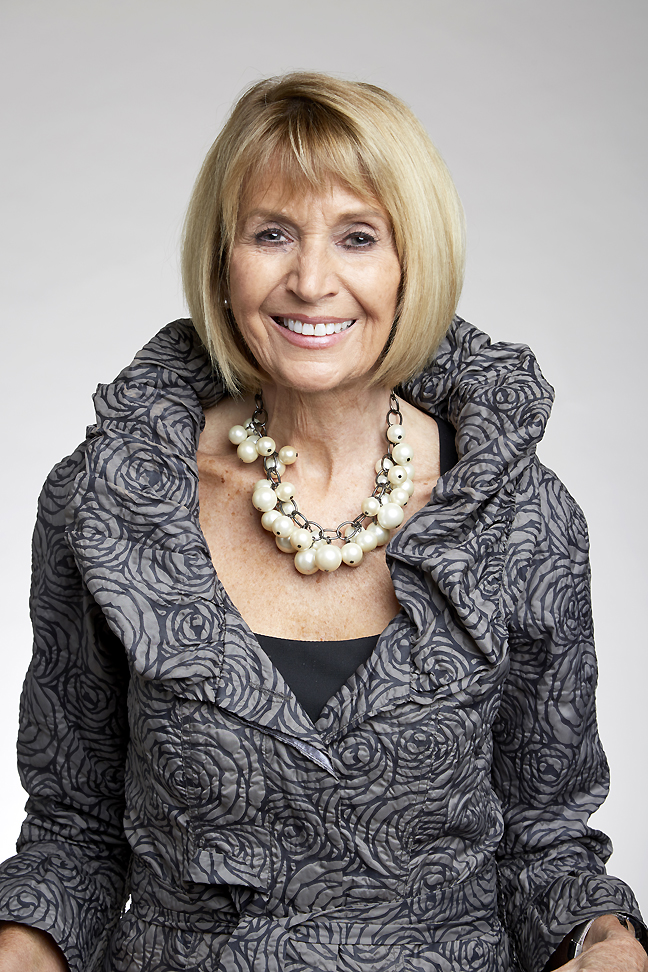
Marcia McNutt (2017)

Marcia Kemper McNutt (* 19. Februar 1952 in Minneapolis, Minnesota) ist eine US-amerikanische Geophysikerin. Sie war amtierende Direktorin des United States Geological Survey (USGS) und wissenschaftliche Beraterin des US-Innenministeriums. Von 2013 bis 2016 war Marcia McNutt "Editor in Chief" der Zeitschrift Science. Sie war die erste Frau in diesem Amt seit der Gründung von Science im Jahr 1880. Anschließend wurde sie Mitte 2016 auch die erste Präsidentin der National Academy of Sciences.

## Ausbildung
McNutt machte 1970 ihren Abschluss an der Northrop Collegiate School (heute Blake School) als Valedictorian (Jahrgangsbeste, die die Abschlussrede hielt). 1973 erhielt sie ihren Bachelor in Physik mit der Auszeichnung Summa cum laude. Anschließend studierte sie Geophysik am Scripps Institution of Oceanography, wo sie 1978 einen Ph.D. in Geowissenschaften erlangte. McNutt ist eine NAUI-zertifizierte Taucherin; sie hat u. a. mit dem Underwater Demolition Team sowie den SEALs trainiert.

## Karriere
Nach einer kurzen Anstellung an der University of Minnesota arbeitete sie drei Jahre an der Erdbebenvorhersage beim USGS in Menlo Park. 1982 wurde sie Professorin für Geophysik am Massachusetts Institute of Technology. Sie war dort Griswold Professor für Geophysik und Direktorin des Joint Program in Oceanography & Applied Ocean Science & Engineering des MIT und der Woods Hole Oceanographic Institution.
Von 1997 bis 2009 war sie CEO am Monterey Bay Aquarium Research Institute. In dieser Zeit nahm sie an 15 ozeanischen Expeditionen teil, bei über der Hälfte davon war sie leitende Wissenschaftlerin.

## Karriere als Wissenschafts-Administratorin
2000 bis 2002 war sie Präsidentin der American Geophysical Union. Sie stand dem Leitungsrat der Joint Oceanographic Institutions der USA vor.
Im Juli 2009 wurde bekannt, dass Präsident Barack Obama McNutt als neue Direktorin des United States Geological Survey (USGS) sowie als Beraterin des Innenministeriums vorgeschlagen hat. Ihre Nominierung wurde am 21. Oktober vom Senat bestätigt. Sie ist die erste Frau in diesem Amt seit der Gründung des USGS im Jahr 1879.
2015 wurde sie als erste Frau zur Präsidentin der National Academy of Sciences für 2016 nominiert, Anfang 2016 wurde sie gewählt.

## Werk
Sie veröffentlichte über 90 wissenschaftliche Artikel. Sie befasste sich unter anderem mit den Eigenschaften ozeanischer Krusten im Pazifik-Raum, den Ursprüngen des Insel-Vulkanismus im Pazifik, mit der Kontinental-Aufspaltung im Westen der USA und der Anhebung des Hochplateaus von Tibet.

## Mitgliedschaften und Ehrungen
1988 erhielt sie die James B. Macelwane Medal und 2007 die Maurice Ewing Medal (AGU). Sie ist Fellow der American Geophysical Union, der Geological Society of America, der American Association for the Advancement of Science, der American Philosophical Society, der American Academy of Arts and Sciences, der National Academy of Sciences, der Royal Society, der National Academy of Engineering, der Russischen Akademie der Wissenschaften und auswärtiges Mitglied der Academia Europaea (2016).
Sie ist Ehrendoktorin der University of Minnesota und des Colorado College.
Seit 2021 gehört McNutt der Jury für den mit 500.000 Euro dotierten Wissenschaftspreis Einstein Foundation Award der Berliner Einstein-Stiftung an.

## Schriften (Auswahl)
- mit D. W. Caress, J. Reynolds, K. A. Jordahl, R. A. Duncan: Failure of plume theory to explain midplate volcanism in the southern Austral islands, Nature, Band 389, 1997, S. 479–482
- Superswells, Reviews of Geophysics, Band 36, 1998, S. 211.
- A. V. Judge: The Superswell and Mantle Dynamics Beneath the South Pacific, Science 248, 1990, S. 969–975
- mit Karen M. Fischer, Barbara H.Keating (Herausgeber): The South Pacific Superswell in Seamounts, Islands, and Atolls, Geophysical Monograph (American Geophysical Union) 43, 1987
- Lithospheric flexure and thermal anomalies, Journal of Geophysical Research, Band  89, B13, 1984, S. 11180–11194.